# Államok vezetőinek listája 2012-ben
Ezen az oldalon a 2012-ben fennálló államok vezetőinek névsora olvasható földrészek, majd országok szerinti bontásban.

## Európa
| Ország                                             | Államfő | Kormányfő |
| -------------------------------------------------- | --- | --- |
| Albánia · köztársaság                              | Bamir Topi (2007–2012) Bujar Nishani (2012–2017), lista | Sali Berisha (2005–2013), lista |
| Andorra · parlamentáris társhercegség              | Nicolas Sarkozy (2007–2012) François Hollande (2012–2017), lista Joan-Enric Vives i Sicília (2003–), lista Társhercegek listája | Antoni Martí Petit (2011–2019), lista |
| Ausztria · szövetségi köztársaság                  | Heinz Fischer (2004–2016), lista | Werner Faymann (2008–2016), lista |
| Azerbajdzsán · köztársaság                         | İlham Əliyev (2003–), lista · * Hegyi-Karabah Köztársaság · Bako Szahakjan (2007–2020), lista · * Nahicseván · Vaszif Talibov (1995–2022), lista | Artur Rasizade (2003–2018), lista · * Hegyi-Karabah Köztársaság · Arajik Harutjunjan (2007–2018), lista · * Nahicseván · Alovszat Bahsiev (2000–2020), lista |
| Belgium · parlamentáris monarchia                  | II. Albert király (1993–2013) | Elio Di Rupo (2011–2014), lista |
| Bosznia-Hercegovina · szövetségi köztársaság       | A háromtagú Elnökség elnöke * Bosznia-hercegovinai Föderáció Zivko Budimir (2011–2015), lista * Bosznia-hercegovinai Szerb Köztársaság Milorad Dodik (2010–2018), lista * Nemzetközi főképviselő Valentin Inzko (2009–2021)                          | Nikola Špirić (2007–2012) Vjekoslav Bevanda (2012–2015), lista * Bosznia-hercegovinai Föderáció Nermin Niksić (2011–2015), lista * Bosznia-hercegovinai Szerb Köztársaság Aleksandar Dzombić (2011–2013), lista |
| Bulgária · köztársaság                             | Georgi Parvanov (2002–2012) Roszen Plevneliev (2012–2017), lista | Bojko Boriszov (2009–2013), lista |
| Ciprus · köztársaság                               | Dimítrisz Hrisztófiasz (2008–2013), lista · * Észak-Ciprus · Dervis Eroglu (2010–2015), elnök | elnök tölti be a kormányfői pozíciót is · * Észak-Ciprus · Irsen Küçük (2010–2013), miniszterelnök |
| Csehország · köztársaság                           | Václav Klaus (2003–2013), lista | Petr Nečas (2010–2013), lista |
| Dánia · parlamentáris monarchia                    | II. Margit királynő (1972–2024) | Helle Thorning-Schmidt (2011–2015), lista · * Feröer · Kaj Leo Johannesen (2008–2015), lista · * Grönland · Kuupik Kleist (2009–2013), lista |
| Egyesült Királyság · parlamentáris monarchia       | II. Erzsébet királynő (1952–2022) | David Cameron (2010–2016), lista · * Észak-Írország · Peter Robinson (2008–2015), első miniszter · * Skócia · Alex Salmond (2007–2014), első miniszter · * Wales · Carwyn Jones (2009–2018), első miniszter · * Gibraltár külbirtok · Adrian Johns (2009–2013), kormányzó · Fabian Picardo (2011–), főminiszter · * Guernsey Bailiffség koronabirtok · Peter Walker (2011–), alkormányzó · Lyndon Trott (2008–2012) · Peter Harwood (2012–2014), lista · * Jersey Bailiffség koronabirtok · Sir John McColl (2011–), alkormányzó · Ian Gorst (2011–2018), főminiszter · * Man-sziget koronabirtok · Adam Wood (2011–2016), alkormányzó · Allan Bell (2011–2016), lista |
| Észtország · köztársaság                           | Toomas Hendrik Ilves (2006–2016), lista | Andrus Ansip (2005–2014), lista |
| Fehéroroszország · köztársaság                     | Aljakszandr Lukasenka (1994–), lista | Mihail Mjasznyikovics (2010–2014), lista |
| Finnország · köztársaság                           | Tarja Halonen (2000–2012) Sauli Niinistö (2012–2024), lista | Jyrki Katainen (2011–2014), lista · * Åland · Camilla Gunell (2011–2015), lista |
| Franciaország · köztársaság                        | Nicolas Sarkozy (2007–2012) François Hollande (2012–2017), lista | François Fillon (2007–2012), Jean-Marc Ayrault (2012–2014), lista |
| Görögország · köztársaság                          | Karolosz Papuliasz (2005–2015), lista * Athosz-hegyi Köztársaság autonóm vallási terület I. Bartolomeosz (1991–), Konstantinápoly ökumenikus patriarkája                                                                                             | Lukász Papadímosz (2011–2012) Panajótisz Pikrammenosz (2012) Andónisz Szamarász (2012–2015), lista |
| Grúzia · köztársaság                               | Miheil Szaakasvili (2008–2013), lista · * Abházia · Alekszander Ankvab (2011–2014), lista · * Dél-Oszétia · Vagyim Brovcev (2011–2012) · Leonyid Tibilov (2012–2017), lista                                                                          | Nikoloz Gilauri (2010–2012) · Bidzina Ivanisvili (2012–2013), lista · * Abházia · Leonyid Lakerbaja (2011–2014), lista · * Dél-Oszétia · Vagyim Brovcev (2009–2012) · Rosztyiszlav Hugajev (2012–2014), lista |
| Hollandia · parlamentáris monarchia                | Beatrix királynő (1980–2013) | Mark Rutte (2010–2024), lista |
| Horvátország · köztársaság                         | Ivo Josipović (2010–2015), lista | Zoran Milanović (2011–2016), lista |
| Izland · köztársaság                               | Ólafur Ragnar Grímsson (1996–2016), lista | Jóhanna Sigurðardóttir (2009–2013), lista |
| Írország · köztársaság                             | Michael D. Higgins (2011–), lista | Enda Kenny (2011–2017), lista |
| Koszovó · köztársaság · nemzetközi igazgatás alatt | Atifete Jahjaga (2011–2016), lista * ENSZ-megbízott Farid Zarif (2011–2015) | Hashim Thaçi (2008–2014), lista |
| Lengyelország · köztársaság                        | Bronisław Komorowski (2010–2015), lista | Donald Tusk (2007–2014), lista |
| Lettország · köztársaság                           | Andris Berzins (2011–2015), lista | Valdis Dombrovskis (2009–2014), lista |
| Liechtenstein · alkotmányos monarchia              | II. János Ádám herceg (1989–) Alajos herceg régens, (2004–) | Klaus Tschütscher (2009–2013), lista |
| Litvánia · köztársaság                             | Dalia Grybauskaitė (2009–2019), lista | Andrius Kubilius (2008–2012) Algirdas Butkevicius (2012–2016), lista |
| Luxemburg · parlamentáris monarchia                | Henrik nagyherceg (2000–) | Jean-Claude Juncker (1995–2013), lista |
| Észak-Macedónia · köztársaság                      | Gjorge Ivanov (2009–2019), lista | Nikola Gruevszki (2006–2016), lista |
| Magyarország · köztársaság                         | Schmitt Pál (2010–2012) Áder János (2012–2022), lista | Orbán Viktor (2010–), lista |
| Málta · köztársaság                                | Ġorġ Abela (2009–2014), lista | Lawrence Gonzi (2004–2013), lista |
| Moldova · köztársaság                              | Marian Lupu ügyvivő, (2010–2012) · Nicolae Timofti (2012–2016), lista · * Dnyeszter Menti Köztársaság · Jevgenyij Sevcsuk (2011–2016) · * Găgăuzia · Mihail Formuzal (2006–2015), lista                                                              | Vlad Filat (2009–2013), lista · * Dnyeszter Menti Köztársaság · Pjotr Sztyepanov (2012–2013), kombinált lista |
| Monaco · alkotmányos monarchia                     | II. Albert herceg (2005–) | Michel Roger (2010–2016), lista |
| Montenegró · köztársaság                           | Filip Vujanović (2003–2018), lista | Igor Luksić (2010–2012) Milo Djukanović (2012–2016), lista |
| Németország · szövetségi köztársaság               | Christian Wulff (2010–2012) Joachim Gauck (2012–2017), lista | Angela Merkel (2005–2021), lista |
| Norvégia · parlamentáris monarchia                 | V. Harald király (1991–) | Jens Stoltenberg (2005–2013), lista |
| Olaszország · köztársaság                          | Giorgio Napolitano (2006–2015), lista | Mario Monti (2011–2013), lista |
| Oroszország · szövetségi köztársaság               | Dmitrij Medvegyev (2008–2012) Vlagyimir Putyin (2012–), lista | Vlagyimir Putyin (2008–2012) Dmitrij Medvegyev (2012–2020), lista |
| Örményország · köztársaság                         | Szerzs Szargszján (2008–2018), lista | Tigran Szargszjan (2008–2014), lista |
| Portugália · köztársaság                           | Aníbal Cavaco Silva (2006–2016), lista | Pedro Passos Coelho (2011–2015), lista |
| Románia · köztársaság                              | Traian Băsescu (2004–2014), lista | Emil Boc (2008–2012) Mihai Răzvan Ungureanu (2012) Victor Ponta (2012–2015), lista |
| San Marino · köztársaság                           | Gabriele Gatti és Matteo Fiorini (2011–2012) Maurizio Rattini és Italo Righi (2012) Teodoro Lonfernini és Denise Bronzetti (2012–2013), Régenskapitányok                                                                                             | a két régenskapitány egyben kormányfő is |
| Spanyolország · parlamentáris monarchia            | I. János Károly király (1975–2014) | Mariano Rajoy (2011–2018), lista |
| Svájc · konföderáció                               | Szövetségi Tanács * Doris Leuthard (2006–2018) * Eveline Widmer-Schlumpf (2008–2015), elnök * Ueli Maurer (2009–2022) * Didier Burkhalter (2009–2017) * Johann Schneider-Ammann (2010–2018) * Simonetta Sommaruga (2010–2022) * Alain Berset (2012–) | A Szövetségi Tanács látja el a kormányzati feladatokat is |
| Svédország · parlamentáris monarchia               | XVI. Károly Gusztáv király (1973–) | Fredrik Reinfeldt (2006–2014), lista |
| Szerbia · köztársaság                              | Boris Tadić (2004–2012) Tomislav Nikolić (2012–2017), lista | Mirko Cvetković (2008–2012) Ivica Dačić (2012–2014), lista |
| Szlovákia · köztársaság                            | Ivan Gašparovič (2004–2014), lista | Iveta Radičová (2010–2012) Robert Fico (2012–2018), lista |
| Szlovénia · köztársaság                            | Danilo Türk (2007–2012) Borut Pahor (2012–2022), lista | Borut Pahor (2008–2012) Janez Janša (2012–2013), lista |
| Ukrajna · köztársaság                              | Viktor Janukovics (2010–2014), lista * Krím Volodimir Konsztantinov (2010–2014), lista | Mikola Azarov (2010–2014), lista * Krím Anatolij Mohiljov (2011–2014), lista |
| Vatikán · teokratikus monarchia                    | XVI. Benedek pápa (2005–2013) | Tarcisio Bertone (2006–), lista |

## Afrika
| Ország                                        | Államfő | Kormányfő |
| --------------------------------------------- | --- | --- |
| Algéria · köztársaság                         | Abd el-Azíz Buteflíka (1999–2019), lista | Ahmed Újahía (2008–2012) Abdelmalek Szellál (2012–2014), lista                                                         |
| Angola · köztársaság                          | José Eduardo dos Santos (1979–2017), lista | Fernando da Piedade Dias dos Santos alelnök, (2012–), lista                                                            |
| Benin · köztársaság                           | Yayi Boni (2006–2016), lista | Pascal Koupaki (2011–2013), lista                                                                                      |
| Bissau-Guinea · köztársaság                   | Malam Bacai Sanhá (2009–2012), meghalt Raimundo Pereira (2012) Mamadu Ture Kuruma tábornok, a Katonai Tanács elnöke, (2012) Manuel Serifo Nhamadjo átmeneti, (2012–2014), lista                                      | Carlos Gomes Júnior (2009–2012) Adiato Djaló Nandigna (2012–2014), ügyvivő, lista                                      |
| Botswana · köztársaság                        | Ian Khama (2008–2018), lista | elnök tölti be a kormányfői beosztást is                                                                               |
| Burkina Faso · köztársaság                    | Blaise Compaoré (1987–2014), lista | Luc Adolphe Tiao (2011–2014), lista                                                                                    |
| Burundi · köztársaság                         | Pierre Nkurunziza (2005–2020), lista | elnök tölti be a kormányfői beosztást is                                                                               |
| Comore-szigetek · köztársaság                 | Ikililou Dhoinine (2011–2016), lista * Anjouan Anissi Chamsidine (2011–2016), lista * Grande Comore Mouigni Baraka Said Soilihi (2011–2016), lista * Mohéli Mohamed Ali Said (2007–2016), lista                      | elnök tölti be a kormányfői beosztást is                                                                               |
| Csád · köztársaság                            | Idriss Déby (1990–2021), lista | Emmanuel Nadingar (2010–2013), lista                                                                                   |
| Dél-afrikai Köztársaság · köztársaság         | Jacob Zuma (2009–2018), lista | elnök tölti be a kormányfői beosztást is                                                                               |
| Dél-Szudán · köztársaság                      | Salva Kiir Mayardit (2011–), lista | elnök tölti be a kormányfői beosztást is                                                                               |
| Dzsibuti · köztársaság                        | Ismail Omar Guelleh (1999–), lista | Dileita Mohamed Dileita (2001–2013), lista                                                                             |
| Egyenlítői-Guinea · köztársaság               | Teodoro Obiang Nguema Mbasogo (1979–), lista | Ignacio Milam Tang (2008–2012) Vicente Ehate Tomi (2012–2016), lista                                                   |
| Egyiptom · köztársaság                        | Muhammad Huszejn Tantávi hadseregtábornok, a Legfőbb Fegyveres Tanács elnöke, (2011–2012) Muhammad Morszi (2012–2013), lista                                                                                         | Kamál Ganzúri (2011–2012) Hisám Kandíl (2012–2013), lista                                                              |
| Elefántcsontpart · köztársaság                | Alassane Ouattara (2010–), lista | Guillaume Soro (2007–2012) Jeannot Ahoussou-Kouadio (2012) Daniel Kablan Duncan (2012–2017), lista                     |
| Eritrea · köztársaság                         | Isaias Afewerki (1991–), lista | elnök tölti be a kormányfői posztot is                                                                                 |
| Etiópia · köztársaság                         | Girma Wolde-Giorgis (2001–2013), lista | Meles Zenawi (1995–2012) Haile Mariam Desalegne, (2012–2018), lista                                                    |
| Gabon · köztársaság                           | Ali Bongo Ondimba (2009–2023), lista | Paul Biyoghé Mba (2009–2012) Raymond Ndong Sima (2012–2014), lista                                                     |
| Gambia · köztársaság                          | Yahya Jammeh (1994–2017), lista | elnök tölti be a kormányfői posztot is                                                                                 |
| Ghána · köztársaság                           | John Atta Mills (2009–2012) John Dramani Mahama (2012–2017), lista | elnök tölti be a kormányfői posztot is                                                                                 |
| Guinea · köztársaság                          | Alpha Condé (2010–2021), lista | Mohamed Said Fofana (2010–2015), lista                                                                                 |
| Kamerun · köztársaság                         | Paul Biya (1982–), lista | Philemon Yang (2009–2019), lista                                                                                       |
| Kenya · köztársaság                           | Mwai Kibaki (2002–2013), lista | Raile Odinga (2008–2022), lista                                                                                        |
| Kongói Köztársaság · köztársaság              | Denis Sassou-Nguesso (1997–), lista | az elnök látja el a miniszterelnöki feladatokat is                                                                     |
| Kongói Demokratikus Köztársaság · köztársaság | Joseph Kabila (2001–2019), lista | Adolphe Muzito (2008–2012) Augustin Matata Ponyo Mapon (2012–2016), lista                                              |
| Közép-afrikai Köztársaság · köztársaság       | François Bozizé (2003–2013), lista | Faustin Archange Touadéra (2008–2013), lista                                                                           |
| Lesotho · alkotmányos monarchia               | III. Letsie király (1996–), | Pakalitha Mosisili (1998–2012) Tom Thabane (2012–2015), lista                                                          |
| Libéria · köztársaság                         | Ellen Johnson-Sirleaf (2006–2018), lista | elnök tölti be a kormányfői posztot is                                                                                 |
| Líbia · köztársaság                           | Musztafa Muhammad Abdul Dzsalil (Nemzeti Átmeneti Tanács) (2011–2012) Muhammad al-Megarif (2012–), lista | Abdel Rahim al-Kib (2011–2012) Ali Zidan (2012–2014), lista                                                            |
| Madagaszkár · köztársaság                     | Andry Rajoelina (2009–2014), az Átmeneti Főhatóság elnöke, lista | Omer Beriziky (2011–2014), lista                                                                                       |
| Malawi · köztársaság                          | Bingu wa Mutharika (2004–2012), meghalt Joyce Banda (2012–2014), lista | elnök tölti be a kormányfői posztot is                                                                                 |
| Mali · köztársaság                            | Amadou Toumani Touré (2002–2012) Amadou Haya Sanogo százados, a Demokrácia és Államiság Helyreállításának Nemzeti Bizottsága vezetője (2012) Dioncounda Traoré (2012–), ügyvivő, lista                               | Cissé Mariam Kaďdama Sidibé (2011–2012) Sejk Modibo Diarra (2012) Diango Cissoko (2012–2013), lista                    |
| Marokkó · alkotmányos monarchia               | VI. Mohammed király (1999–) · * Nyugat-Szahara · Mohamed Abd el-Azíz (1976–2016), lista | Abdelila Benkirane (2011–2017), lista · * Nyugat-Szahara · Abd el-Káder Táleb Umar (2003–2018), lista                  |
| Mauritánia · köztársaság                      | Mohamed Uld Abdel Aziz tábornok (2009–2019), Legfelsőbb Nemzeti Tanács vezetője, lista | Mulaje Uld Mohamed Lagdaf (2008–2014), lista                                                                           |
| Mauritius · köztársaság                       | Anerood Jugnauth (2003–2012) Rajkeswur Purryag (2012–2015), lista * Rodrigues Gaetan Jabeemisar (2011–2012) Serge Clair (2012–2022), főbiztos                                                                        | Navin Ramgoolam (2005–2014), lista * Rodrigues Pritam Singh Mattan (2010–2013), főminiszter                            |
| Mozambik · köztársaság                        | Armando Guebuza (2005–2015), lista | Aires Ali (2010–2012) Alberto Vaquina (2012–2015), lista                                                               |
| Namíbia · köztársaság                         | Hifikepunye Pohamba (2005–2015), lista | Nahas Angula (2005–2012) Hage Geingob (2012–2015), lista                                                               |
| Niger · köztársaság                           | Mahamadou Issoufou (2011–2021), lista | Brigi Rafini (2011–2021), lista                                                                                        |
| Nigéria · köztársaság                         | Goodluck Jonathan (2010–2015), lista | elnök tölti be a kormányfői posztot is                                                                                 |
| Ruanda · köztársaság                          | Paul Kagame (2000–), lista | Pierre Habumuremyi (2011–2014), lista                                                                                  |
| São Tomé és Príncipe · köztársaság            | Manuel Pinto da Costa (2011–2016), lista | Patrice Trovoada (2010–2012) Gabriel Costa (2012–2014), lista * Príncipe (régió) José Cassandra (2006–2020), kormányfő |
| Seychelle-szigetek · köztársaság              | James Michel (2004–2016), lista | elnök tölti be a kormányfői posztot is                                                                                 |
| Sierra Leone · köztársaság                    | Ernest Bai Koroma (2007–2018), lista | elnök tölti be a kormányfői posztot is                                                                                 |
| Szenegál · köztársaság                        | Abdoulaye Wade (2000–2012) Macky Sall (2012–2024), lista | Souleymane Ndéné Ndiaye (2009–2012) Abdoul Mbaye (2012–2013), lista                                                    |
| Szomália · köztársaság                        | Sárif Sejk Áhmed (2009–2012) · Hasszán Sejk Mohamud (2012–2017), lista · * Szomáliföld · Ahmed Mohamed Silanyo (2010–2017), Szomáliföld elnöke · * Puntföld · Abdirahman Mohamed Farole (2009–2014), Puntföld elnöke | Abdiveli Mohamed Ali (2011–2012) Abdi Farah Sirdon (2012–), lista                                                      |
| Szudán · köztársaság                          | Omar el-Basír (1989–2019), lista | elnök tölti be a kormányfői posztot is                                                                                 |
| Szváziföld · abszolút monarchia               | III. Mswati király (1986–) | Barnabas Sibusiso Dlamini (2008–2018), lista                                                                           |
| Tanzánia · köztársaság                        | Jakaya Kikwete (2005–2015), lista · * Zanzibár · Ali Mohamed Shein (2010–2020), elnökök listája | Mizengo Pinda (2008–2015), lista                                                                                       |
| Togo · köztársaság                            | Faure Gnassingbé (2005–2025), lista | Gilbert Houngbo (2008–2012) Kwesi Ahoomey-Zunu (2012–2015), lista                                                      |
| Tunézia · köztársaság                         | Monszef Marzúki (2011–2014), lista | Hamadi Dzsebáli (2011–2013), lista                                                                                     |
| Uganda · köztársaság                          | Yoweri Museveni (1986–), lista | Amama Mbabazi (2011–2014), lista                                                                                       |
| Zambia · köztársaság                          | Michael Sata (2011–2014), lista | elnök tölti be a kormányfői posztot is                                                                                 |
| Zimbabwe · köztársaság                        | Robert Mugabe (1987–2017), lista | Morgan Tsvangirai (2009–2013), lista                                                                                   |
| Zöld-foki Köztársaság · köztársaság           | Jorge Carlos Fonseca (2011–), lista | José Maria Neves (2011–2016), lista                                                                                    |

## Dél-Amerika
| Ország                                               | Államfő                                                      | Kormányfő                                                           |
| ---------------------------------------------------- | ------------------------------------------------------------ | ------------------------------------------------------------------- |
| Argentína · köztársaság                              | Cristina Fernández de Kirchner (2007–2015), lista            | elnök tölti be a kormányfői posztot is                              |
| Bolívia · köztársaság                                | Evo Morales (2006–2019), lista                               | elnök tölti be a kormányfői posztot is                              |
| Brazília · köztársaság                               | Dilma Rousseff (2011–2016), lista                            | elnök tölti be a kormányfői posztot is                              |
| Chile · köztársaság                                  | Sebastián Piñera (2010–2013), lista                          | elnök tölti be a kormányfői posztot is                              |
| Ecuador · köztársaság                                | Rafael Correa Delgado (2007–2017), lista                     | elnök tölti be a kormányfői posztot is                              |
| Falkland-szigetek · az Egyesült Királyság külbirtoka | Nigel Haywood (2010–2014), kormányzó, lista                  | Tim Thorogood (2008–2012) Keith Padgett (2012–), főminiszter, lista |
| Guyana · köztársaság                                 | Donald Ramotar (2011–2015), lista                            | Sam Hinds (1999–2015), lista                                        |
| Kolumbia · köztársaság                               | Juan Manuel Santos (2010–2018), lista                        | elnök tölti be a kormányfői posztot is                              |
| Paraguay · köztársaság                               | Fernando Lugo (2008–2012) Federico Franco (2012–2013), lista | elnök tölti be a kormányfői posztot is                              |
| Peru · köztársaság                                   | Ollanta Humala (2011–2016), lista                            | Óscar Valdés (2011–2012) Juan Jiménez (2012–2013), lista            |
| Suriname · köztársaság                               | Dési Bouterse (2010–2020), lista                             | elnök tölti be a kormányfői posztot is                              |
| Uruguay · köztársaság                                | José Mujica (2010–2015), lista                               | elnök tölti be a kormányfői posztot is                              |
| Venezuela · köztársaság                              | Hugo Chávez (1999–2013), lista                               | elnök tölti be a kormányfői posztot is                              |

## Észak- és Közép-Amerika
| Ország                                                                  | Államfő | Kormányfő                                                                                      |
| ----------------------------------------------------------------------- | --- | ---------------------------------------------------------------------------------------------- |
| Amerikai Egyesült Államok                                               | Barack Obama (2009–2017), lista · * Puerto Rico az USA társult állama · Luis Fortuño kormányzó, (2009–2012), lista · * Amerikai Virgin-szigetek az USA külbirtoka · John de Jongh kormányzó, (2007–2014), lista | elnök tölti be a kormányfői posztot is                                                         |
| Anguilla · az Egyesült Királyság tengerentúli területe                  | Alistair Harrison (2009–2013), kormányzó | Hubert Hughes (2010–2015), lista                                                               |
| Antigua és Barbuda · parlamentáris monarchia                            | II. Erzsébet királynő Antigua és Barbuda királynője (1981–2022) Louise Lake-Tack (2007–2014), főkormányzó | Baldwin Spencer (2004–2014), lista                                                             |
| Aruba · Hollandia társult állama                                        | Fredis Refunjol (2004–2017), főkormányzó | Mike Eman (2009–), lista                                                                       |
| Bahama-szigetek · parlamentáris monarchia                               | II. Erzsébet királynő a Bahama-szigetek királynője (1973–2022) Sir Arthur Foulkes (2010–2014), főkormányzó | Hubert Ingraham (2007–2012) Perry Christie (2012–2017), lista                                  |
| Barbados · parlamentáris monarchia                                      | II. Erzsébet királynő Barbados királynője (1966–2021) Elliot Belgrave (2011–2017), főkormányzó | Freundel Stuart (2010–2018), lista                                                             |
| Belize · parlamentáris monarchia                                        | II. Erzsébet királynő Belize királynője (1981–2022) Colville Young (1993–2021), főkormányzó | Dean Barrow (2008–2020), lista                                                                 |
| Bermuda · Nagy-Britannia külbirtoka                                     | II. Erzsébet királynő Bermuda királynője (1968–2022) Richard Gozney (2007–2012) George Fergusson (2012–2016), lista                                                                                             | Paula Cox (2010–2012) Craig Cannonier (2012–2014), lista                                       |
| Bonaire · Hollandia különleges községe                                  | Lydia Emerencia (2012–2014), adminisztrátor |                                                                                                |
| Brit Virgin-szigetek · az Egyesült Királyság tengerentúli területe      | William Boyd McCleary (2010–2017), főkormányzó | Orlando Smith (2011–2019), lista                                                               |
| Costa Rica · köztársaság                                                | Laura Chinchilla (2010–2014), lista | elnök tölti be a kormányfői posztot is                                                         |
| Curaçao · Hollandia társult állama                                      | Beatrix holland királynő Curaçao királynője (2010–2013) Frits Goedgedrag (2010–2013), főkormányzó | Gerrit Schotte (2010–2012) Stanley Betrian (2012), lista                                       |
| Dominikai Közösség · köztársaság                                        | Nicholas Liverpool (2003–2012) Eliud Williams(2012–2013), lista | Roosevelt Skerrit (2004–), lista                                                               |
| Dominikai Köztársaság · köztársaság                                     | Leonel Fernández (2004–2012) Danilo Medina (2012–2020), lista | elnök tölti be a kormányfői posztot is                                                         |
| Salvador · köztársaság                                                  | Mauricio Funes (2009–2014), lista | elnök tölti be a kormányfői posztot is                                                         |
| Grenada · parlamentáris monarchia                                       | II. Erzsébet királynő Grenada királynője (1974–2022) Carlyle Glean (2008–2013), főkormányzó | Tillman Thomas (2008–2013), lista                                                              |
| Guatemala · köztársaság                                                 | Álvaro Colom (2008–2012) Otto Pérez Molina (2012–2015), lista | elnök tölti be a kormányfői posztot is                                                         |
| Haiti · köztársaság                                                     | Michel Martelly (2011–2016), lista | Garry Conille (2011–2012) Laurent Lamothe (2012–2015), lista                                   |
| Honduras · köztársaság                                                  | Porfirio Lobo (2010–2014), lista | elnök tölti be a kormányfői posztot is                                                         |
| Jamaica · parlamentáris monarchia                                       | II. Erzsébet királynő Jamaica királynője (1962–2022) Patrick Allen (2009–), főkormányzó | Andrew Holness (2011–2012) Portia Simpson Miller (2012–2016), lista                            |
| Kajmán-szigetek · Nagy-Britannia külbirtoka                             | II. Erzsébet királynő a Kajmán-szigetek királynője (1962–2022) Duncan Taylor (2010–2013), lista | McKeeva Bush (2009–2012) Juliana O'Connor-Connolly (2012–2013), lista                          |
| Kanada · parlamentáris monarchia                                        | II. Erzsébet királynő Kanada királynője (1952–2022) David Johnston (2010–2017), főkormányzó | Stephen Harper (2006–2012) Pauline Marois (2012–2013), lista                                   |
| Kuba · népköztársaság                                                   | Raúl Castro (2008–2018), lista | Raúl Castro (2008–2018), lista                                                                 |
| Mexikó · köztársaság                                                    | Felipe Calderón (2006–2012) Enrique Peña Nieto (2012–2018), lista | elnök tölti be a kormányfői posztot is                                                         |
| Montserrat · az Egyesült Királyság tengerentúli területe                | Adrian Davis (2011–2015), kormányzó | Reuben Meade (2009–2014), lista                                                                |
| Nicaragua · köztársaság                                                 | Daniel Ortega (2007–), lista | elnök tölti be a kormányfői posztot is                                                         |
| Panama · köztársaság                                                    | Ricardo Martinelli (2009–2014), lista | elnök tölti be a kormányfői posztot is                                                         |
| Saint-Barthélemy · Franciaország külbirtoka                             | Philippe Chopin (2011–2018), prefektus | Bruno Magras (2007–2022), Saint Barthélemy területi tanácsának elnöke                          |
| Saint Kitts és Nevis · parlamentáris monarchia                          | II. Erzsébet királynő Szent Kitts és Nevis királynője (1983–2022) Sir Cuthbert Sebastian (1996–2013), főkormányzó * Nevis Eustace John (1994–2017), főkormányzó-helyettes                                       | Denzil Douglas (1995–2015), lista * Nevis Joseph Parry (2006–2013), főminiszter                |
| Saint Lucia · parlamentáris monarchia                                   | II. Erzsébet királynő Szent Lucia királynője (1979–2022) Dáma Pearlette Louisy (1997–2017), főkormányzó | Kenny Anthony (2011–2016), lista                                                               |
| Saint-Martin · Franciaország külbirtoka                                 | Philippe Chopin (2011–2018), prefektus | Frantz Gumbs (2009–2012) Alain Richardson (2012–2013), Saint-Martin területi tanácsának elnöke |
| Saint-Pierre és Miquelon Franciaország külbirtoka                       | Patrice Latron (2011–2018), prefektus | Stéphane Artano (2006–2017), Saint Pierre és Miquelon területi tanácsának elnöke               |
| Saint Vincent és a Grenadine-szigetek · parlamentáris monarchia         | II. Erzsébet királynő Saint Vincent királynője (1979–2022) Sir Frederick Ballantyne (2002–2019), főkormányzó | Ralph Gonsalves (2001–), lista                                                                 |
| Sint Maarten · Hollandia társult állama                                 | Beatrix holland királynő Sint Maarten királynője (2010–2013) Eugene Holiday (2010–2022), főkormányzó | Sarah Wescot-Williams (2010–2014), lista                                                       |
| Trinidad és Tobago · köztársaság                                        | George Maxwell Richards (2003–2013), lista * Tobago (autonóm sziget) Orville London (2001–2017), Tobago Közgyűlése elnöke                                                                                       | Kamla Persad-Bissessar (2010–2015), lista                                                      |
| Turks- és Caicos-szigetek · az Egyesült Királyság tengerentúli területe | Ric Todd (2011–2013), kormányzó | Rufus Ewing (2012–2016), lista                                                                 |

## Ázsia
| Ország                                       | Államfő | Kormányfő |
| -------------------------------------------- | --- | --- |
| Afganisztán · köztársaság                    | Hámid Karzai (2001–2014), lista | elnök tölti be a kormányfői posztot is |
| Bahrein · alkotmányos monarchia              | Hamad király (1999–) | Halífa ibn Szalmán Ál Halífa (1970–2020), lista |
| Banglades · köztársaság                      | Zillur Rahman (2009–2013), lista | Haszina Vazed (2009–), lista |
| Bhután · abszolút monarchia                  | Dzsigme Keszar Namgyel Vangcsuk király (2006–) | Dzsigme Thinley (2008–2018), lista |
| Brunei · abszolút monarchia                  | Hassanal Bolkiah szultán (1967–) | a szultán tölti be a kormányfői posztot is |
| Dél-Korea · köztársaság                      | I Mjongbak (2008–2013), lista | Kim Hvangsik (2010–2013), lista |
| Egyesült Arab Emírségek · abszolút monarchia | Halífa bin Zájed Ál Nahaján (2004–2022), lista * Abu-Dzabi Halífa bin Zájed Ál Nahaján (2004–2022) * Adzsmán Humajd ibn Rásid an-Nuajmi (1981–) * Dubaj Muhammad ibn Rásid Ál Maktúm (2006–) * Fudzsejra Hamad ibn Muhammad as-Sarki (1974–) * Rász el-Haima Szaúd ibn Szakr al-Kászimi (2010–) * Sardzsa Szultán ibn Muhammad al-Kászimi (1972–) * Umm al-Kajvajn Szaúd ibn Rásid al-Mualla (2009–) | Mohammed ibn Rásid Ál Maktúm (2006–), lista |
| Észak-Korea · népköztársaság                 | Kim Dzsongun (2011–), országvezető Kim Dzsongun (2011–), kommunista pártfőtitkár Kim Jongnam (1998–2019), Legfelső Népi Gyűlés elnöke | Csu Jongrim (2010–2013), lista |
| Fülöp-szigetek · köztársaság                 | Benigno Aquino III (2010–2016), lista * Mindanao Mujiv Hataman (2011–), kormányzó | elnök tölti be a kormányfői posztot is |
| India · köztársaság                          | Pratibha Patil (2007–), lista | Manmohan Szingh (2004–2014), lista |
| Indonézia · köztársaság                      | Susilo Bambang Yudhoyono (2004–2014), lista | elnök tölti be a kormányfői posztot is |
| Irak · köztársaság                           | Dzselál Tálebáni (2005–2014), lista * Kurdisztán Meszúd Bárzáni (2005–2017) | Núri el-Máliki (2006–2014), lista * Kurdisztán Barhám Szálih (2009–2012) Necsirván Bárzáni (2012–2019)                                                               |
| Irán · köztársaság                           | Ali Hámenei (1989–), legfelsőbb vallási-szellemi vezető Mahmud Ahmadinezsád (2005–2013), elnök | elnök tölti be a kormányfői posztot is |
| Izrael · köztársaság                         | Simón Peresz (2007–2014), lista | Benjámín Netanjáhú (2009–2021), lista |
| Japán · parlamentáris monarchia              | Akihito császár (1989–2019) | Noda Josihiko (2011–2012) Abe Sinzó (2012–2020), lista |
| Jemen · köztársaság                          | Ali Abdulláh Száleh (1978–2012) Abd Rabbuh Manszúr al-Hádi (2012–2015), lista | Muhammad Bászindava (2011–2014), lista |
| Jordánia · alkotmányos monarchia             | II. Abdullah király (1999–) | Aun al-Haszávne (2011–2012) Fájez Tarávne (2012) Abdullah Enszúr (2012–2016), lista                                                                                  |
| Kambodzsa · parlamentáris monarchia          | Norodom Szihamoní király (2004–) | Hun Szen (1985–2023), lista |
| Katar · abszolút monarchia                   | Hamad ibn Halífa Ál Száni emír (1995–2013) | Hamad ibn Dzsászem ibn Dzsabr Ál Száni (2007–2013), lista |
| Kazahsztán · köztársaság                     | Nurszultan Nazarbajev (1990–2019), lista | Karim Maszimov (2007–2012) Szerik Ahmetov (2012–2014), lista |
| Kelet-Timor · köztársaság                    | José Ramos-Horta (2007–2012) Taur Matan Ruak (2012–2017), lista | Xanana Gusmão (2007–2015), lista |
| Kína · népköztársaság                        | Hu Csin-tao (2002–2012) Hszi Csin-ping pártfőtitkár (2012–) Hu Csin-tao államelnök (2003–2013) | Ven Csia-pao (2003–2013), lista · * Hongkong · Donald Cang (2005–2012) · Leung Csun-jing (2012–2017), főminiszter · * Makaó · Fernando Chui (2009–2019), főminiszter |
| Kirgizisztán · köztársaság                   | Almazbek Atambajev (2011–2017), lista | Omurbek Babanov (2011–2012) Dzsantoro Szatübaldijev (2012–2014), lista                                                                                               |
| Kuvait · alkotmányos monarchia               | IV. Szabáh emír (2006–2020) | Dzsábir Mubárak al-Hamad asz-Szabáh (2011–2019), lista |
| Laosz · népköztársaság                       | Csummali Szajaszon (2006–2016), elnök Csummali Szajaszon (2006–2016), pártfőtitkár | Thongszing Thammavong (2010–2016), lista |
| Libanon · köztársaság                        | Misel Szulejmán (2008–2016), lista | Nazsíb Míkáti (2011–2014), lista |
| Malajzia · parlamentáris monarchia           | Abdul Halim szultán (2011–2016) | Najib Razak (2009–2018), lista |
| Maldív-szigetek · köztársaság                | Mohamed Nasheed (2008–2012) Mohamed Waheed Hassan (2012–2013), lista | elnök tölti be a kormányfői posztot is |
| Mianmar · köztársaság                        | Thein Szein (2011–2016), lista | elnök tölti be a kormányfői posztot is |
| Mongólia · köztársaság                       | Cakiágín Elbegdordzs (2009–2017), lista | Szükbátarin Batbold (2009–2012) Norov Altankhujag (2012–2014), lista                                                                                                 |
| Nepál · köztársaság                          | Ram Baran Yadav (2008–2015), elnök | Baburam Bhattarai (2011–2013), lista |
| Omán · abszolút monarchia                    | Kábúsz ibn Szaíd ománi szultán (1970–2020) | a szultán tölti be a miniszterelnöki posztot is |
| Pakisztán · köztársaság                      | Ászif Ali Zardári (2008–2013), lista | Júszaf Raza Gíláni (2008–2012) Radzsa Pervez Asraf (2012–2013), lista                                                                                                |
| Palesztina · köztársaság                     | Mahmúd Abbász (2005–), lista | Szalám Fajjád (2007–2013), lista * Gázai övezet Iszmáíl Hanije (2007–2014)                                                                                           |
| Srí Lanka · köztársaság                      | Mahinda Rajapaksa (2005–2015), lista | D. M. Jayaratne (2010–2015), lista |
| Szaúd-Arábia · abszolút monarchia            | Abdullah király (2005–2015) | a király egyben a kormányfő is |
| Szingapúr · köztársaság                      | Tony Tan (2011–2017), lista | Li Hszien Lung (2004–2024), lista |
| Szíria · köztársaság                         | Bassár el-Aszad (2000–2024), lista | Ádel Szafar (2011–2012) Rijád Fárid Hidzsáb (2012) Wael al-Halki (2012–2016), lista                                                                                  |
| Tajvan · köztársaság                         | Ma Jing-csiu (2008–2016), lista | Vu Ten-ji (2009–2012) Sean Csen (2012–2013), lista |
| Tádzsikisztán · köztársaság                  | Emomali Rahmon (1992–), lista | Oqil Oqilov (1999–), lista * Hegyi-Badahsán autonóm terület Kadir Kaszimov (2006–2013), kormányzó                                                                    |
| Thaiföld · parlamentáris monarchia           | Bhumibol Aduljadezs király (1946–2016) | Jinglak Csinavat (2011–2014), lista |
| Törökország · köztársaság                    | Abdullah Gül (2007–2014), lista | Recep Tayyip Erdoğan (2003–2014), lista |
| Türkmenisztán · köztársaság                  | Gurbanguly Berdimuhamedow (2006–2022), lista | elnök tölti be a kormányfői beosztást is |
| Üzbegisztán · köztársaság                    | Islom Karimov (1991–2016), lista * Karakalpaksztán Musa Yerniyazov (2002–), elnök | Shavkat Mirziyoyev (2003–2016), lista * Karakalpaksztán Bahodir Jangibojev (2006–2016), miniszterelnök                                                               |
| Vietnám · népköztársaság                     | Nguyen Phu Trong (2011–2024), pártfőtitkár Trương Tấn Sang (2011–2016), államfő | Nguyen Tan Dung (2006–2016), lista |

## Óceánia
| Ország                                            | Államfő | Kormányfő |
| ------------------------------------------------- | --- | --- |
| Amerikai Szamoa · az USA külbirtoka               | Togiola Tulafono (2003–2013), kormányzó | kormányzó tölti be a kormányfői posztot is |
| Ausztrália · parlamentáris monarchia              | II. Erzsébet Ausztrália királynője (1952–2022) · Quentin Bryce (2008–2014), főkormányzó · * Karácsony-sziget Ausztrália külterülete · Brian Lacy (2009–2014), adminisztrátor · * Kókusz (Keeling)-szigetek Ausztrália külterülete · Brian Lacy (2009–2014), adminisztrátor · * Norfolk-sziget Ausztrália külbirtoka · Owen Walsh (2007–), adminisztrátor              | Julia Gillard (2010–2013), lista · * Norfolk-sziget Ausztrália külbirtoka · David Buffett (2010–2013), főminiszter |
| Északi-Mariana-szigetek · Az USA társult állama   | Barack Obama elnök Benigno Fitial (2006–2013), kormányzó | kormányzó tölti be a kormányfői posztot is |
| Fidzsi-szigetek · köztársaság                     | Ratu Epeli Nailatikau (2009–2015), lista | Frank Bainimarama (2007–2014), lista |
| Francia Polinézia · Franciaország külterülete     | Richard Didier (2011–2012) Jean-Pierre Laflaquire (2012–2013), főbiztos | Oscar Temaru (2011–2013), lista |
| Guam · az USA külbirtoka                          | Eddie Calvo (2011–2023), kormányzó | |
| Kiribati · köztársaság                            | Anote Tong (2003–2016), lista | elnök tölti be a kormányfői posztot is |
| Marshall-szigetek · köztársaság                   | Jurelang Zedkaia (2009–2012) Christopher Loeak (2012–2016), lista | elnök tölti be a kormányfői posztot is |
| Mikronézia · köztársaság                          | Manny Mori (2007–2015), lista | elnök tölti be a kormányfői posztot is |
| Nauru · köztársaság                               | Sprent Dabwido (2011–2013), lista | elnök tölti be a kormányfői posztot is |
| Palau · köztársaság                               | Johnson Toribiong (2009–2013), lista | |
| Pápua Új-Guinea · parlamentáris monarchia         | II. Erzsébet Pápua Új-Guinea királynője (1975–2022) Michael Ogio (2010–2017), főkormányzó, lista * Bougainville autonóm terület John Momis (2010–2020), lista | Peter O'Neill (2011–2019), lista |
| Pitcairn-szigetek · Egyesült Királyság külbirtoka | II. Erzsébet a Pitcairn-szigetek királynője (1952–2022) Victoria Treadell (2010–2014), kormányzó | |
| Salamon-szigetek · parlamentáris monarchia        | II. Erzsébet a Salamon-szigetek királynője (1978–2022) Frank Kabui (2009–2019), főkormányzó | Gordon Darcy Lilo (2011–2014), lista |
| Szamoa · parlamentáris monarchia                  | Tufuga Efi (2007–2017), király | Tuilaepa Aiono Sailele Malielegaoi (1998–2021), lista |
| Tonga · alkotmányos monarchia                     | V. Tupou György király (2006–2012) VI. Tupou király (2012–) | Tu’ivakano (2010–2014), lista |
| Tuvalu · parlamentáris monarchia                  | II. Erzsébet Tuvalu királynője (1978–2022) Iakoba Italeli (2010–2019), főkormányzó | Willy Telavi (2010–2013), lista |
| Új-Kaledónia · Franciaország külterülete          | Albert Dupuy (2010–2013), főbiztos | Harold Martin (2011–2014), lista |
| Új-Zéland · parlamentáris monarchia               | II. Erzsébet Új-Zéland királynője (1952–2022) · Jerry Mateparae altábornagy (2011–2016), főkormányzó · * Cook-szigetek Új-Zéland társult állama · Frederick Goodwin (2001–2013) a királynő képviselője · * Niue Új-Zéland társult állama · Jerry Mateparae (2011–2018), főbiztos · * Tokelau-szigetek Új-Zéland területe · Jonathan Kings (2011–2015), adminisztrátor | John Key (2008–2016), lista · * Cook-szigetek Új-Zéland autonóm területe · Henry Puna (2010–2020), lista · * Niue Új-Zéland társult állama · Toke Talagi (2008–2020), miniszterelnök · * Tokelau-szigetek Új-Zéland területe · Foua Toloa (2011–2012) · Kelihiano Kalolo (2012–), lista |
| Vanuatu · köztársaság                             | Iolu Abil (2009–2014), lista | Sato Kilman (2011–2013), lista |
| Wallis és Futuna Franciaország külterülete        | Michel Jeanjean (2010–2013), főadminisztrátor | Siliako Lauhea (2010–2017), a Közgyűlés elnöke |

## Lásd még
- Választások 2012-ben
- Kortárs uralkodók listája